# Sharon Hambrook
Sharon Hambrook, född den 28 mars 1963 i Calgary, Kanada, är en kanadensisk konstsimmare.
Hon tog OS-silver i duett i konstsim i samband med de olympiska konstsimstävlingarna 1984 i Los Angeles.